# 朴瑟琪
朴瑟琪（韓語：박슬기，1986年8月18日—），常譯朴澀琪，韓國喜劇女演員、主持人。

## 个人生活
朴瑟琪于2016年7月1日与圈外男友结婚，长女于2020年出生，第二个孩子预计2024年出生。

## 演出作品

### 電視劇
- 2004年：MBC《心跳變身》飾演 瑟琪
- 2005年：MBC《你好，弗朗切斯卡》飾演 蘇菲亞
- 2006年：Tooniverse《外星人老师》饰演 安孝琳
- 2007年：MBC《還是喜歡你》飾演 美順
- 2008年：KBS2《你是我的命運》飾演 福珠
- 2011年：MBC Every1《真实学校》饰演 朴可琳
- 2011年：SBS《太陽的新娘》飾演 朴恩珍
- 2014年：SBS《美女的誕生》
- 2015年：MBC《Kill Me Heal Me》
- 2015年：Mnet《七顛八起具海拉》
- 2017年：MBC《Missing9》飾演 朴瑟琪
- 2018年：tvN《阿爾罕布拉宮的回憶》飾演 朴瑟琪（特別出演）
- 2022年：MBC《現在開始是Showtime！》飾演 朴瑟琪（特別出演）

### 電影
- 2005年：《夢精記2》饰演 金美淑
- 2006年：《校園女王妃》饰演 姜海秀
- 2015年：《對不起 我愛你 謝謝你》饰演 婚礼记者
- 2016年：《按讚情人》饰演 记者
- 2023年：《單身首爾》饰演 蒙面歌手

### 舞台剧
- 2010-2011年：音乐剧《偶然感到幸福》
- 2010-2011年：音乐剧《Nonsense》
- 2011年：音乐剧《彼得潘·拉斯维加斯飞行技术组》
- 2014年：音乐剧《云彩面包》
- 2017年：喜剧演出《小丑的恨》
- 2017年：音乐剧《Nonsense 2》
- 2019年：话剧《我爱你妈妈》

## 综艺节目
- 2011年：JEI才能TV《宋恩伊的eye to eye》
- 2013年：TRENDY《魅力女演员的秘密》
- 2018年：每日经济TV《What Woman Want》
- 2019年：MBN《现代家庭》
- 2019年：ETN演艺TV《女士嘟嘟》
- 2021年：SBS FiL／MBN《大韩民国炸鸡大战》

## 电台节目
- 2012-2014年：tbs FM《廉敬焕、朴瑟琪的加油两点钟》